# 민무구
민무구(閔無咎, 1369년 ~ 1410년 3월 17일)는 조선시대 초기의 무신이자 왕가의 외척이다. 민변의 손자이고 민제의 아들이며 원경왕후의 동생이자 민무질·민무휼·민무회의 형이다. 본관은 여흥이다.
아버지 민제와 어머니 송씨 사이에서 민씨형제 중 장남으로 태어났다.
제1차 왕자의 난에 공을 세워 정사공신 1등으로 여강군에 피봉되고, 1402년 승추부참지사로 승진하였다.
일찍이 정도전의 음모 사실을 태종에게 밀고한 바 있었으나 후에 1410년 이화 등의 탄핵을 받아 연안에 유배된 뒤 동생 민무질과 함께 사약을 받아 죽었다.

## 가족 관계
여흥 (驪興)민씨(閔氏)
- 할아버지 : 민변(閔忭, ? ~ 1377)
- 아버지 : 민제(閔霽, 1339년 ~ 1408년)
- 어머니 : 삼한국대부인 여산송씨
  - 배우자 : 정경부인 안동권씨
    - 아들 : 민추

  - 동생 : 민무질(閔無疾, ? ~ 1410년 3월 17일)
    - 조카 : 민촉
    - 조카 : 민삼
    - 조카 : 민분

  - 동생 : 민무휼(閔無恤, ? ~ 1416년 1월 13일)
  - 동생 : 민무회(閔無悔, ? ~ 1416년 1월 13일)
    - 조카 : 민뇌

  - 누이 : 원경왕후

## 민무구가 등장하는 작품
- 김병기 - (1973년 KBS 대하드라마 세종대왕)
- 신동훈 - (1996년~1998년 KBS1 대하드라마 용의 눈물)
- 김응수 - (2008년 KBS 대하드라마 대왕 세종)
- 조재완 - (2014년 KBS1 대하드라마 정도전)
- 안길강 - (2021년 SBS 조선구마사)
- 김태한 - (2021년~ KBS1 태종 이방원)
- 한승원 - (2025년 tvN 원경)